# Lobelia columnaris
Lobelia columnaris ist eine Pflanzenart aus der Gattung der Lobelien (Lobelia) innerhalb der Familie der Glockenblumengewächse (Campanulaceae). Sie kommt in einem schmalen Streifen im westlichen Zentralafrika vor.

## Beschreibung

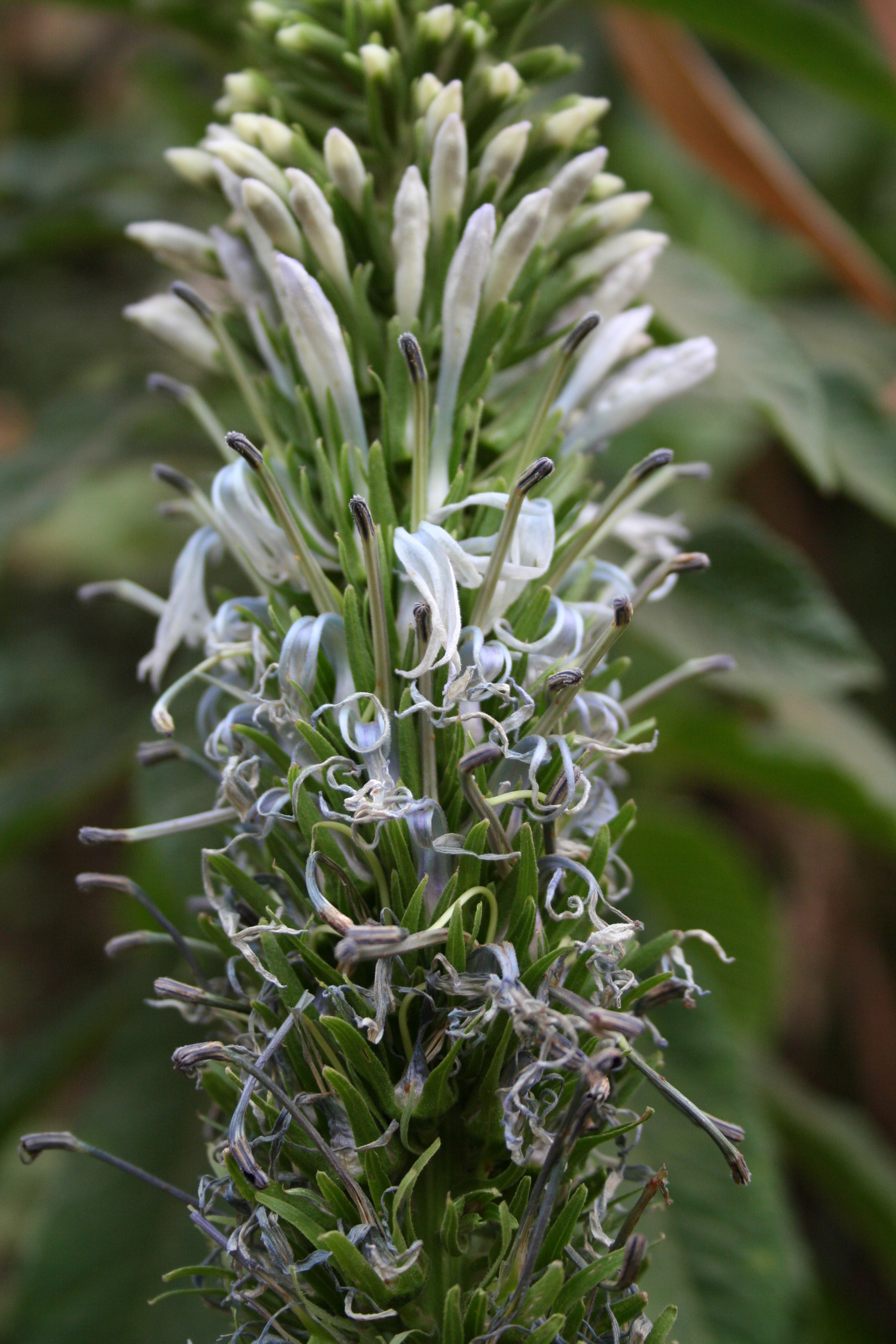
Blütenstand

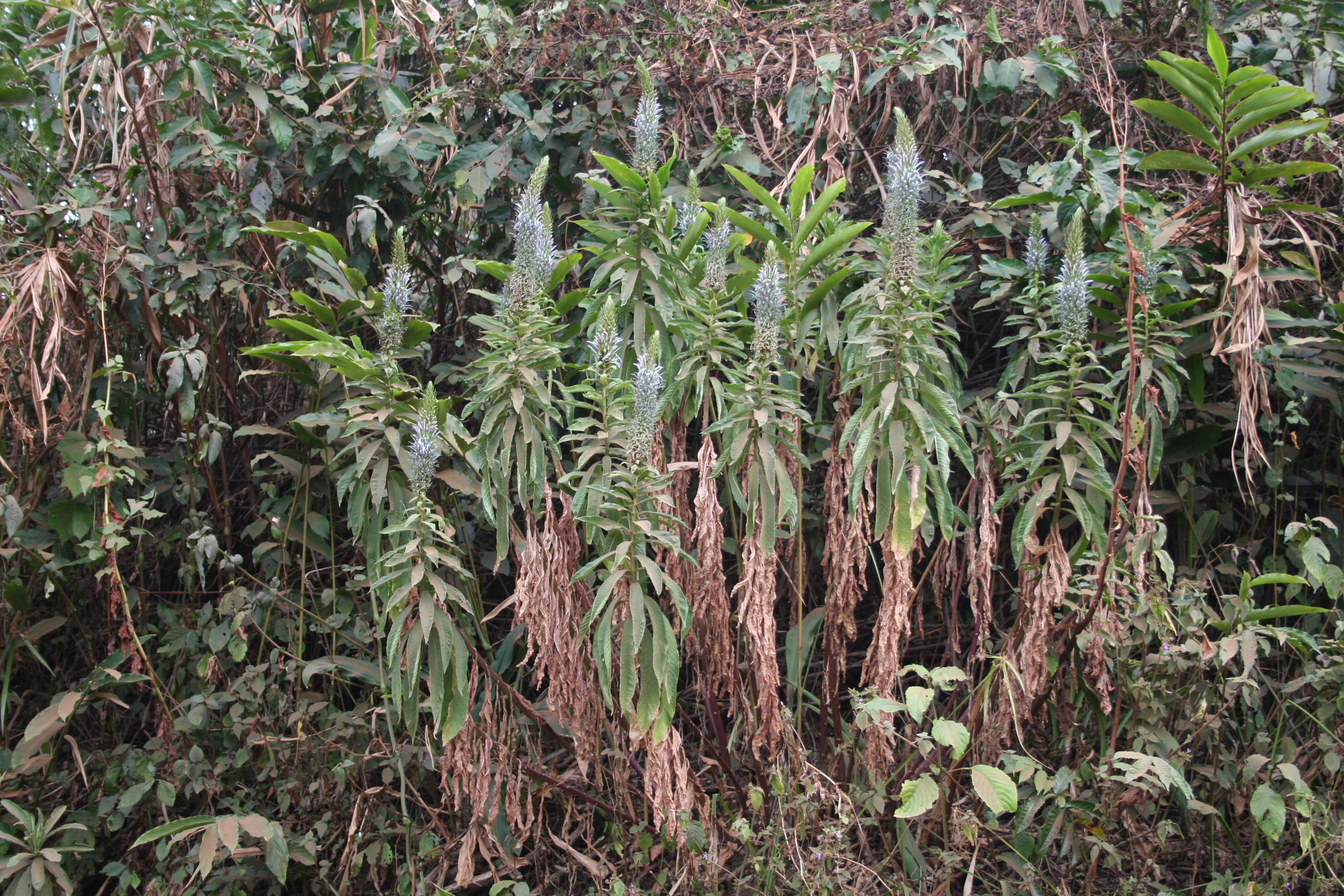
Bestand im Habitat

### Vegetative Merkmale
Lobelia columnaris ist eine aufrecht wachsende, horstbildende, krautige Pflanze und erreicht zur Blütezeit eine Wuchshöhe von 1 bis 2 Metern. Der hohle Stängel hat am Ansatz einen Durchmesser von bis zu 2 Zentimetern; er ist im unteren Abschnitt im Querschnitt zylindrisch und verholzt und wird nach oben hin im Querschnitt winklig und unverholzt, die Behaarung wird zum Blütenstand hin stärker. Der Milchsaft ist weiß.
Die wechselständig angeordneten Laubblätter sind ungestielt. Die einfachen Blattspreiten sind bei einer Länge von 12 bis 19 Zentimetern sowie einer Breite von 2 bis 6 Zentimetern schmal elliptisch-lanzettlich, verkehrt-lanzettlich oder lanzettlich, am Ansatz schmal geflügelt und zum oberen Ende hin spitz bis zugespitzt. Der Blattrand ist gewellt, annähernd ganzrandig bis gesägt oder unregelmäßig gezähnt. Die gelegentlich weißlichen Seitenrippen stehen in 19 Paaren und sind von der Oberseite her vertieft, von der Unterseite her hervorstehend. Die haarlose bis flaumhaarige Blattoberseite ist dunkelgrün, oft purpurfarben überhaucht. Die schwach flaumig bis filzig behaarte Blattunterseite ist blasser.

### Generative Merkmale
Der unverzweigte, dichte Blütenstand ist zum Zeitpunkt der Anthese 20 bis 65 Zentimeter lang und 6 Zentimeter breit. Die gelegentlich weißlich nervierten Tragblätter sind 15 bis 25 Millimeter lang und 3 bis 5 Millimeter breit. Es sind meist zwei winzige Deckblätter vorhanden. Die 10 bis 15 Millimeter langen, im Querschnitt zylindrischenBlütenstiele sind flaumig behaart.
Die zwittrigen Blüten sind zygomorph mit doppelter Blütenhülle. Die 10 bis 15 Millimeter langen und 1 bis 2 Millimeter breiten Kelchblätter sind schmal länglich bis annähernd linealisch, fast unbehaart bis filzig behaart und am äußersten Ende stumpf bis gestutzt. Die blass lilafarbene bis bläuliche Krone ist 25 bis 35 Millimeter lang und am Ansatz 3 bis 4 Millimeter breit. Sie ist unregelmäßig, aber gehäuft bis ungefähr zur Hälfte der Kronröhre fünfgelappt, die Kronlappen sind 1 bis 2 Millimeter breit, annähernd linealisch und gespreizt. Die flaumig behaarten seitlichen Kronlappen sind nur gering von den anderen unterschieden.
Die Staubfäden sind unbehaart und 15 bis 28 Millimeter lang. Die Staubbeutel sind 6 bis 7 Millimeter lang und fein behaart. Der halbkugelförmige, filzig behaarte Fruchtknoten ist 3 Millimeter lang und am äußeren Ende 3 bis 5 Millimeter breit.
Die Kapselfrucht ist bei einer Länge von 6 bis 9 Millimetern sowie einem Durchmesser von 4 bis 6 Millimetern halbkugelig glockenförmig und fein bis filzig behaart. Die eiförmig-abgeflachten, schmal geflügelten Samen sind bis zu 7 Millimeter lang.

## Vorkommen und Gefährdung
Lobelia columnaris findet sich in Zentralafrika, ihre Vorkommen erstrecken sich in Gestalt eines Korridors ungefähr entlang der Kamerunlinie von der äquatorialguineischen Insel Bioko im Süden bis Tchabal Mbabo im Norden des Kamerun, vereinzelt auch mit Funden in Nigeria.
Sie wächst dort im Hochland in Höhenlagen von 1200 bis 2700 Meter auf feuchten, offenen Standorten an Waldrändern und Wiesen, gelegentlich aber auch sekundär, zum Beispiel an Straßenrändern.
Lobelia columnaris ist im Jahr 2000 von der IUCN als „gering gefährdet“ eingestuft worden. Insbesondere die historisch als umfangreich bekannten Vorkommen am Kamerunberg schienen dabei im Rückgang begriffen.

## Systematik
Lobelia columnaris wurde 1862 von Joseph Dalton Hooker in Journal of the Proceedings of the Linnean Society. Botany, Band 6, Seite 14 erstbeschrieben. Ein Synmonym für Lobelia columnaris Hook. f. ist Lobelia conraui R.E.Fr. & T.C.E.Fr.
Lobelia columnaris ist die einzige west-zentralafrikanische Vertreterin einer Verwandtschaftsgruppe von Riesenlobelien, für die sonst die ostafrikanischen Gebirge bekannt sind. Molekulargenetische Untersuchungen platzieren sie in einer pantropischen Gruppe aus mehr als 60 Arten, die gemeinsam die Sektion Rhynchopetalum bilden.